# Корнякт Костянтин з Білобок
Костянтин Корнякт з Білобок гербу Круціні (1582 — 1624) — шляхтич, військовик, син нобілітованого грецького купця Костянтина Корнякта зі Львова і Анни Дідушицької.

## Життєпис
Після смерті батька у серпні 1603 року продав свою частку маєтків у Львівській землі, переселився до Перемишльської землі Руського воєводства, володіючи там трьома укріпленими маєтками у Сосниці, Злотовцях і Білобоках, де заклав свою резиденцію. Свого часу Анна Понінська відступила Станіславу «Дияволу» Стадницькому місто Ланьцут, заставлене її покійним чоловіком за 17000 золотих у Костянтина Корнякта, який до виплати боргу був фактичним власником міста. С. Стадницький підписав з ним угоду, що до повернення ним боргу за Ланьцут він є лише його орендарем. За неявку на королівський суд 1588 року до баніції присудили Станіслава Стадницького, який, потребуючи коштів, за 30000 золотих заклав три свої села у Корнякта, котрий допоміг йому зняти покарання. Для унеможливлення вимог по сплаті цих боргів 1601 року С. Стадницький звинуватив Корняктів у неправомірному набутті шляхетства, бо лише шляхта могла набувати землю. Після смерті Костянтина Корнякта 1603 року С. «Д.» Стадницький напав на віддані ним у заставу села, пограбував селян, спалив там фільварки і пригрозив спадкоємцям, щоб ті забули за борги. Через погрози К. Корнякт молодший перевіз фамільну скарбницю з резервом грошей, коштовності матері до більш укріпленого замку в Сосниці, який захопив і пограбував С. Стадницький. Він полонив Корнякта молодшого, дружину і доньок якого було зґвалтовано, і тримав їх добру половину року в підземеллі свого замку до підписання братами Корняктами, їхньою матір'ю угоди про відмову від стягнення боргів, претензій за викрадені коштовності у Сосниці. К. Корнякт-молодший сховався за мурами Львова, звідки подав нові позови за пограбування, ув'язнення. Та він гніву Стадницького спочатку в Переворську ледь врятували своє життя правники Адам Жидівський і Андрій Свидницький, що провадили справу Корнякта. Потім С. «Д.» Стадницький з гайдуками вільно увійшов до Львова і примусив Корнякта знову підписати відмову від претензій.
С. «Д.» Стадницький був втягнутий у війни з сусідами і за цей час Корняктам вдалось виграти чотири справи проти нього на 212 тисяч злотих, хоча суд зменшив суму виплат вдвоє. Після загибелі Станіслава Стадницького у серпні 1610 року Костянтин Корнякт продовжував воювати з його трьома синами, братом (не рідним)  — белзьким воєводою Адамом Александером Стадницьким. У Білобоках розпочав розбудову свого замку-резиденції 1610 року, у час татарського нападу червня 1624 року отримав смертельні поранення при його обороні.

## Участь у війнах
Разом з тим Костянтин Корнякт з Білобоків не був невинною, беззахисною людиною. У війську польного гетьмана Станіслава Жолкевського в час польсько-шведської війни у Лівонії (1600—1611) взяв участь у захопленні Фелліна, Білого Каменя (Вайсенбергу) (березень-вересень 1602, за даними Каспера Несецького, 3 роки був тут комендатом замку), битві під Ревелем (30 червня 1602).
Не менше прославився він своїми приватними війнами з сусідами. На поєдинку 1603 року порубав шаблею ротмістра Станіслава Браніцького († 1620), згодом напав на сусіда Мартина з Горая, захопив маєтки Анни Яксманицької з Фредрів, утримував у своїй приватній в'язниці шляхтича Ячевського, на ринковій площі Перемишля за допомоги Адама Жидівського вбив Мартина Садовського, а 1609 року напав і вбив хорунжого Рудницького і його 16 слуг, забравши їхнє майно.

## Шлюб, діти
Одружився з Ельжбетою Оссолінською — донькою підляського, сандомирського воєводи Яна Збігнева Оссолінського (1555—1623) та його першої дружини Ядвіги з Сененських. У шлюбі народились:
- Олександр Збіґнєв Корнякт (1612—1639) — власник Сосниці, Гусакова, Білобоків;
- Кароль Францішек Корнякт (пом. 1672) — ротмістр, власник Білобоків;
- Анна (пом. 1648) — дружина (видана до 1634 року) старости Миколая Оссолінського.